# Chiesa di Santa Croce (Riccò del Golfo di Spezia)
La chiesa di Santa Croce è un luogo di culto cattolico situato nel comune di Riccò del Golfo di Spezia, in provincia della Spezia. La chiesa è sede della parrocchia omonima del vicariato della Bassa Val di Vara della diocesi della Spezia-Sarzana-Brugnato.

## Storia e descrizione
Dipendente in origine dalla pieve di Pignone come semplice cappella, la chiesa parrocchiale del capoluogo di Riccò, intitolata alla Santa Croce, potrebbe essere risalente al XV secolo quando, nella seconda metà del Quattrocento, la parrocchia fu istituita dallo smembramento di alcuni territori religiosi delle comunità di San Giovanni Battista di Valdipino e San Cristoforo di Ponzò.
Nel 1648 la chiesa venne notevolmente ampliata dall'arciprete Bartolomeo Bonati sostituendo, l'antica cappella quattrocenesca. Nuovi lavori di restauro, nel 1670, permisero la sopraelevazione delle volte centrali e laterali così come si presenta nelle forme attuali. Le decorazioni pittoriche degli interni sono opera del pittore Lari che li eseguì nel 1879 per una spesa di 933 lire.
Al suo interno è custodito un pregiato bassorilievo del XVIII secolo, di scultore anonimo ma di scuola genovese, raffigurante le Anime Purganti e le due statue San Cristoforo e San Giovanni Battista a ricordo delle rispettive parrocchiali matrici. Conserva inoltre un paliotto del XVI secolo, di scuola genovese, precedentemente custodito al santuario di Nostra Signora dell'Agostina.
L'organo del 1830 è della pistoiese ditta Agati.
A fianco all'edificio, in posizione leggermente sopraelevata, sorge un antico camposanto, abbandonato negli anni trenta del Novecento in concomitanza con la costruzione del nuovo cimitero lungo la strada per Valdipino, Casella e l'Agostina. 
Dipendono dalla parrocchia gli oratori di Nostra Signora della Neve nel centro storico, attiguo all'antico ospedale per i viandanti posto lungo l'Aurelia e quello di Santa Croce.